# O Vicedo
O Vicedo és un municipi costaner de la província de Lugo, a Galícia. Pertany a la comarca d'A Mariña Occidental. En el seu terme municipal hi ha les platges d'Area Grande, Abrela i Xilloi.

## Etimologia
El nom de Vicedo sembla provenir del llatí vitiates. Això pot ser traduït com "el lloc on abunda la vicia, una planta pertanyent a la família de les fabàcies, molt abundant en les costes de tot Europa.

## Història
A l'Edat Mitjana les parròquies que ara componen tot el municipi de Vicedo pertanyien a diferents Senyors feudals, eclesiàstics i laics. Amb la Constitució espanyola de 1812 es crearen els primers Ajuntaments. El territori que ara ocupa el municipi de Vicedo encara no es correspon amb l'actual, sinó que es divideix en 3 ajuntaments: Negradas, Val i Cabanas. Una nova divisió municipal s'establix en el RD de 1835 on el territori actual del municipi es distribuïx en els següents ajuntaments: Galdo (O Vicedo, Negradas i Vall) i Viveiro (Suegos, Mosende, Riobarba i Cabanas).
Aquesta divisió va durar solament 5 anys i en l'any 1840 (18 d'octubre) ja apareix l'Ajuntament de Riobarba, reflectit en el Butlletí Oficial de la Província de Lugo amb les parròquies actuals del municipi de Vicedo. Durant els següents anys es va mantenir certa estabilitat mantenint-se Riobarba com a capital del Municipi del mateix nom, fins que en l'any 1952 mitjançant circular del Governador Civil de Lugo, es va canviar la capitalitat i el nom de municipi pel de Vicedo (14 de juliol de 1952), nom d'un lloc de la parròquia de San Esteban de Val que posteriorment es va utilitzar per a designar tant a la parròquia com a l'ajuntament. En 1983, mitjançant la Llei 3/1983, del 15 de juny, de normalització lingüística, el topònim oficial va passar a ésser O Vicedo. Existeix constància històrica que en el seu territori van existir nombrosos convents i monestirs, destacant els de les Illes Coelleira i San Martín.

## Parròquies
El municipi es compon de les següents parròquies: As Negradas, Cabanas, Mosende, San Román do Val, San Estevo do Val (O Vicedo), Riobarba i Suegos.